# Ramsen (Schaffhouse)
Pour les articles homonymes, voir Ramsen.
Ramsen est une commune suisse du canton de Schaffhouse.

## Géographie
Selon l'Office fédéral de la statistique, Ramsen mesure 13,50 km2.

## Démographie
Selon l'Office fédéral de la statistique, Ramsen compte 1 313 habitants en 2008. Sa densité de population atteint 97 hab./km2.
Le graphique suivant résume l'évolution de la population de Ramsen entre 1850 et 2008 :